# Char Davies
Char Davies (née en 1954) est une artiste contemporaine canadienne connue pour ses œuvres de réalité virtuelle immersive. Directrice fondatrice de Softimage, Co, elle est considérée comme une figure de proue de la réalité virtuelle et une pionnière du biofeedback.

## Biographie
Reconnue comme une pionnière de la réalité virtuelle. Depuis 25 ans, elle aborde dans ses œuvres les thèmes de la nature, du paysage, de la subjectivité incarnée et de la perception. Char Davies explore dans son travail les paradoxes de l'incarnation de l'être et de la nature dans un espace virtuel immersif. Elle approche ce nouveau médium comme une arène philosophique pour la construction d'architectures de forme enveloppante immatérielle. Son approche contient les paradoxes du médium en utilisant la transparence, la luminosité, l'ambiguïté spatiale, une signification implicite plutôt qu'explicite et la temporalité - ainsi qu'une interface entre le souffle et l'équilibre grâce à un utilisateur centré sur le corps dont l'intention est d'affirmer le rôle du corps physique ressenti subjectivement dans un espace virtuel.
Davies est née à Toronto, au Canada. Elle a étudié les arts libéraux au Bennington College où elle a eu des cours de philosophie, de religion, d’anthropologie et de biologie pendant trois ans, de 1973 à 1975. Elle a poursuit ses études à l’Université de Victoria et a obtenu un Baccalauréat en beaux-arts en 1978. Après avoir quitté l’Université de Victoria, elle a commencé sa carrière artistique en vendant des portraits de bûcherons et d’arbres sur l’île de Vancouver. L'expérience d’observation des bûcherons qui détruisent la même nature qu'ils aiment a eu une profonde influence sur son propre travail.
Ayant une formation en peinture, les premières incursions de Davies dans le monde de l’art virtuel se caractérisent par le « style pictural ». Elle a ainsi développé son propre langage symbolique et sens esthétique. Dès le début des années 1980, Davies commence à s’intéresser à la technologie des ordinateurs et aux espaces virtuels en trois dimensions comme à l’infographie et à l’animation. En 1983, elle s'est inspirée du travail d’animation sur ordinateur de Daniel Langlois et considère que l’art numérique pourrait l’aider à capter des images qui permettraient d’aller au-delà de la peinture.
Davies est une plongeuse, et certaines de ses expériences sous-marines ont influencé son art. Une grande partie de son inspiration pour la création de travail en RV comme Osmose est venue d’une époque où elle et ses camarades plongeurs attendaient de rencontrer des requins, lorsque dans l’eau, elle a senti qu’elle pouvait « tomber dans un état de conscience modifiée ».
Son premier ensemble d’œuvres informatiques intitulé Interior Body Series (1990-1993) était composé de sept grandes boîtes lumineuses comprenant chacune des photographies numériques en trois dimensions imprimées sur Duratran en couleur. Elle explore les possibilités de comment l’art peut être vu dans l’espace virtuel. L’Interior Body Series a été exposé internationalement et a remporté le prix Ars Electronica en 1994.
En 1985, elle rejoint Softimage. En 1988, elle fonde Immersence Inc « dans le but de poursuivre une recherche artistique en espace virtuel immersif ».
En 2002, l’Université de Victoria a attribué à Davies un doctorat honorifique en beaux-arts pour sa contribution en art médiatique. En 2005, Davies a obtenu un doctorat de l’Université de Plymouth pour sa thèse sur les « fondements philosophiques de sa propre pratique artistique ».
Actuellement, Char Davies vit et travaille entre le Québec rural et San Francisco.

## Art en réalité virtuelle
En 1993, Davies a commencé à explorer la réalité virtuelle (RV) comme une zone d’art qui questionne la perception habituelle de la nature et de « l’être », et affirme notre incarnation dans le monde. Davies estime que la réalité virtuelle peut être utilisée pour « examiner nos perceptions du monde » et permettre aux gens d’avoir des expériences philosophiques au sein de l’espace virtuel. La réalité virtuelle est aussi une façon pour Davies d’étendre le concept de l’art, où une peinture à deux dimensions est capable d’être prolongée à travers la technologie dans un espace à trois dimensions qui peut être exploré et invite l’interaction. Les composants visuels de l’espace de la RV ne sont pas créés par des méthodes traditionnelles, mais plutôt par des algorithmes ; c’est ainsi la combinaison entre la programmation sur mesure de façon unique et création qui rend son travail remarquable. Davies souligne qu’il est important de comprendre que le travail d'amener l'art numérique à la vie est dépendant de son équipe. Elle met l’emphase sur le fait que son travail a des connexions importantes à ses débuts de formation en tant que peintre, en particulier en ce qui concerne son sens de la couleur.
Char Davies a créé un environnement virtuel immersif en Osmose (1995), intégrant des éléments visuels 3D et son avec l’interaction basée sur la respiration et l’équilibre. Il a d’abord été présenté à Montréal en 1995 au sixième Symposium international sur l’art électronique (ISEA). Osmose mettait en défi la notion d’espace de l’immersant (terme préféré de l'artiste pour faire référence aux spectateurs) et explore les « frontières poreuses entre l’expérience vécue et l’expérience virtuelle ». Osmose avait une grille cartésienne en 3D que l’immersant serait en mesure de voyager à travers et « visiter » douze différents espaces basés sur « l’aspect métaphorique de la nature ». Le monde est généré par un super calculateur SGI. Un immersant rentre dans le monde d’Osmose en portant un casque de visualisation et revêt une veste munie d’une interface. La veste et le casque analysent la capacité pulmonaire et le mouvement, et ces données se traduisent dans la propre expérience en temps réel de l’utilisateur à l’intérieur de ces mondes virtuels. Si l’utilisateur se penche vers l’avant, il traverse un monde. S’il inspire, son corps s’élève virtuellement dans un monde au-delà, baignant dans une sensation de flottement et d’apesanteur. Cette méthode de navigation à travers Osmose a été adoptée, car Davies voulait « réaffirmer la priorité d’être au monde » comparé à « faire » des choses dans le monde ou pour le monde. Davies a passé de nombreuses années étudiant la lumière et l’espace avant de créer Osmose. Pour réaliser l'œuvre, Davies a eu l’aide de John Harrison pour la création des sous-systèmes RV et de Georges Mauro pour les modèles et textures des objets virtuels. Mauro a travaillé à partir de références fournies par l’art de Davies. Dans l’ensemble, elle a souligné que le « processus de création a été l’exploitation, l’improvisation, et l’intuition ».
Osmose a été suivi par Éphémère en 1998, élargissant le concept du monde virtuel comme art, et ajoutant des éléments temporels (cycles jour/nuit) à la pièce. Davies décrit les deux œuvres, en disant : « Je [les] vois comme un moyen de retour, c.-à-d., de faciliter une libération temporaire de nos perceptions habituelles et d’hypothèses biaisées culturellement au sujet d’être dans le monde, pour nous permettre, mais momentanément, à percevoir nous-mêmes et le monde autour de nous » . Éphémère permet aux spectateurs d’aller à l’intérieur des objets et de les voir de l’intérieur vers l’extérieur. Pendant que les spectateurs interagissent avec le monde, ils font fonctionner les choses en regardant les objets comme des pépins, qui les fera pousser.
Les deux œuvres sont restaurées entre 2013 et 2016 pour fonctionner sur des équipements actuels.

## Publications
- Davies, Char. "Virtual Space." Space: In Science, Art and Society. François Penz, Gregory Radick and Robert Howell, eds. Cambridge, UK: Cambridge University Press (2004).
- Davies, Char. "Rethinking VR: Key Concepts and Concerns." Hybrid Reality: Art, Technology and the Human Factor. Hal Thwaites, ed. Montreal, QC, Canada: International Society on Virtual Systems and Multimedia (2003).
- Davies, Char. "Changing Space: Virtual Reality as an Arena of Embodied Being." The Virtual Dimension: Architecture, Representation, and Crash Culture. John Beckman, ed. New York, NY, US: Princeton Architectural Press (1998).
- Davies, Char. "Osmose: Notes on Being in Immersive Virtual Space (1995)." Digital Creativity. Colin Beardon, Lone Malmborg and Masoud Yazdani, eds. Lisse, The Netherlands: Swets & Zeitlinger Vol. 9 (2) (1998).
- Davies, Char. "Natural Artifice." Virtual Seminar on the Bioapparatus. Mary Ann Moser, ed. Banff, AB, Canada: The Banff Centre for the Arts (1991).

## Principales expositions (médium numérique)
2022
- Osmose et Éphémère (restaurations), Fotografisk Center, Copenhague, Danemark

2004
- Osmose et Éphémère, Australian Centre for the Moving Image (ACMI), Melbourne, Australie

2001
- Osmose et Éphémère, San Francisco Museum of Modern Art, San Francisco, États-Unis

2000
- Interior Body Series, Société des arts technologiques, Montréal, Canada

1995
- Image Electronic, Euphrat Museum of Art, Cupertino, États-Unis
- Musée d'art contemporain de Montréal, Canada

1993
- State of the Image: New Tendencies in the Field of the Image and Related Technologies, Centrum voor Beeldcultuur, Antwerp, Belgique
- The New Images/Montage '93: International Festival of the Image, Kodak Eastman House, Rochester, États-Unis
- Prix Ars Electronica, Landesmuseum, Linz, Autriche
- The Art Factor: International Exhibition of Electronic Art, FourthInternational Symposium on Electronic Art, Minneapolis College of Art and Design, Minneapolis, États-Unis

1992
- International Computer Graphics Exhibition (sur invitation), Seed Hall, Tokyo; Yoddon Hall, Tokushima, Japon
- Third International Symposium on Electronic Art, Ivan Dougherty Gallery, Sydney, Australie
- Siggraph Artshow, Chicago, États-Unis
- Mémoires Vivres, Montréal, Québec
- Imagina: Eleventh International Forum on New Images, MonteCarlo, Monaco

1991
- Siggraph Artshow Las Vegas, États-Unis, et The Computer Museum, Boston, Étts-Unis
- Imagina: Tenth InternationalForum on New Images, Monte Carlo, Monaco

1990
- Vision Interface: Through the Medium of the Computer, Anna Leonowans Gallery, Nova Scotia School of Art and Design, Halifax
- Prix Ars Electronica, Landesmuseum, Linz, Autriche
- Second International Symposium on Electronic Art, Groningen, Hollande